# Nove (Stepanivka), Rozdilna
Nove (în ucraineană Нове) este un sat în comuna Stepanivka din raionul Rozdilna, regiunea Odesa, Ucraina.

## Demografie
Componența lingvistică a localității Nove
     Ucraineană (97,22%)
     Bulgară (2,78%)
Conform recensământului din 2001, majoritatea populației localității Nove era vorbitoare de ucraineană (97,22%), existând în minoritate și vorbitori de bulgară (2,78%).